# Автомагістраль А43 (Франція)
Автомагістраль A43, також відома як l'autoroute alpine і l'autoroute de la Maurienne, — автомагістраль у Франції. Подорожуючи через Французькі Альпи, дорога з'єднує місто Ліон з тунелем Фрежюс, поблизу Модану, який проходить через італійський кордон у напрямку Турина. Автомагістраль відкривалася поетапно, оскільки її будували між 1973 і 1998 роками.

## Характеристики
- 2х2 смуги
- 2x3 смуги між бульваром Périphérique у Ліоні, A46 і A48 (34 км)
- Смуги 2x4 між A46 і A432 (7 км)
- 4+3 смуги між A432 і платним бар'єром у Сен-Кантен-Фаллав'є (7 км)
- 208 км завдовжки
- Території обслуговування

## Історія

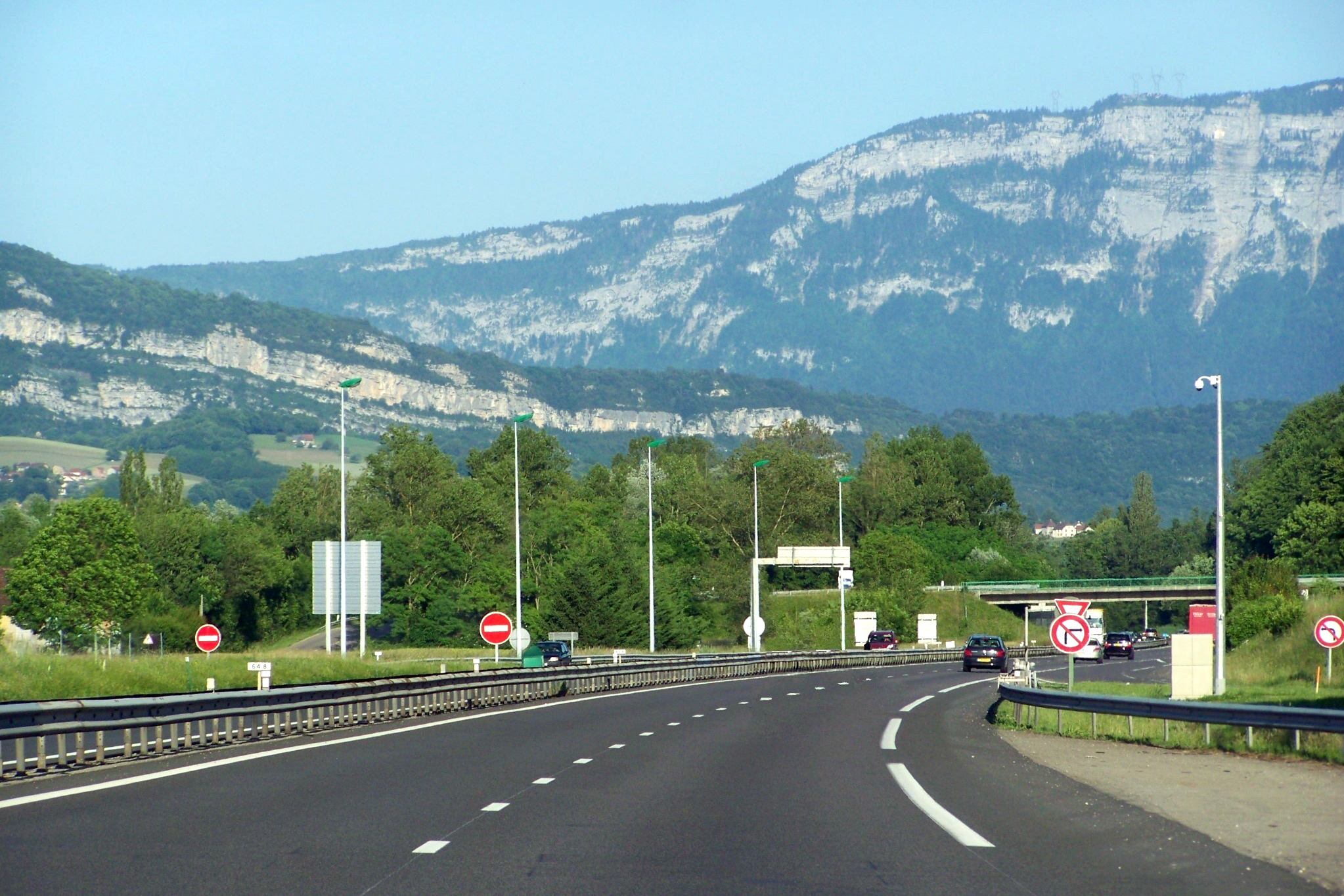
A43 в 1 км від Guiers і її в'їзд у Савоя.

- 1973: Відкриття ділянки між Ліоном і Бургуен-Жальє.
- 1974: Відкриття ділянки між Бургуен-Жальє та Шамбері.
- 1990: Розширення дороги до смуг 2x3 між Сен-Кантен-Фаллав'є та розв'язкою з A48.
- 1991: Відкриття тунелю L'Epine.
- 1991: Відкриття ділянки між Монмеліаном (A41) і Айтоном. Ділянка, яка раніше мала номер A41 між Шамбері та Монмеліаном, була перенумерована на A43.
- 1996: Відкриття ділянки між Ейтоном і Сен-Жан-де-Морієном.
- 1998: Відкриття ділянки між Сен-Жан-де-Морієн і Сен-Мішель-де-Морієн.
- 2000: Відкриття ділянки між Сен-Мішель-де-Морієн і Френе та включення під'їзду N566 до тунелю Фрежюс.
- 2002: Завершення розв'язки 11.
- 2004: Завершення розв'язки 20.